# Hünenpforte

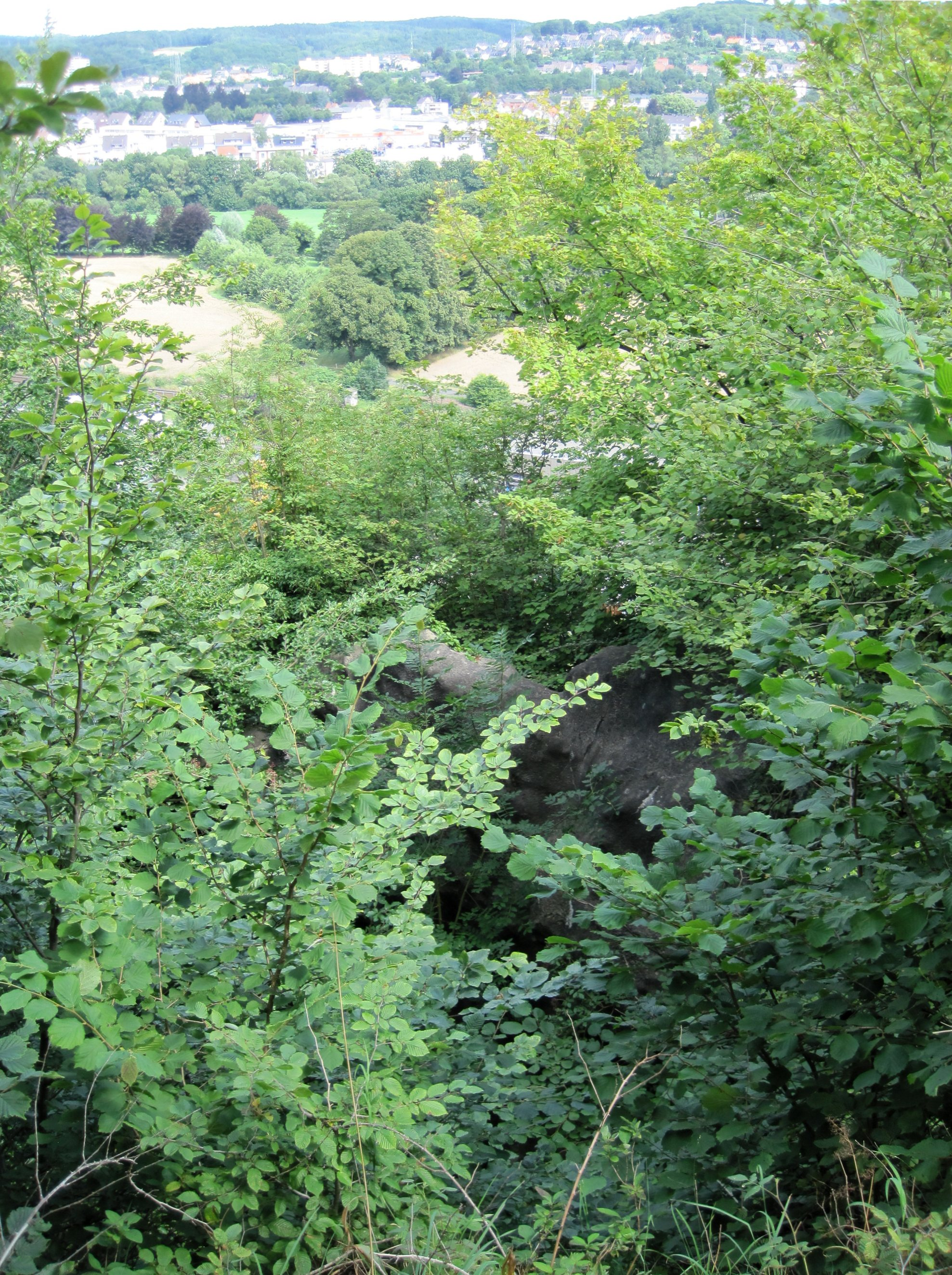
Blick vom Plateau der Hünenpforte nach Nordosten.

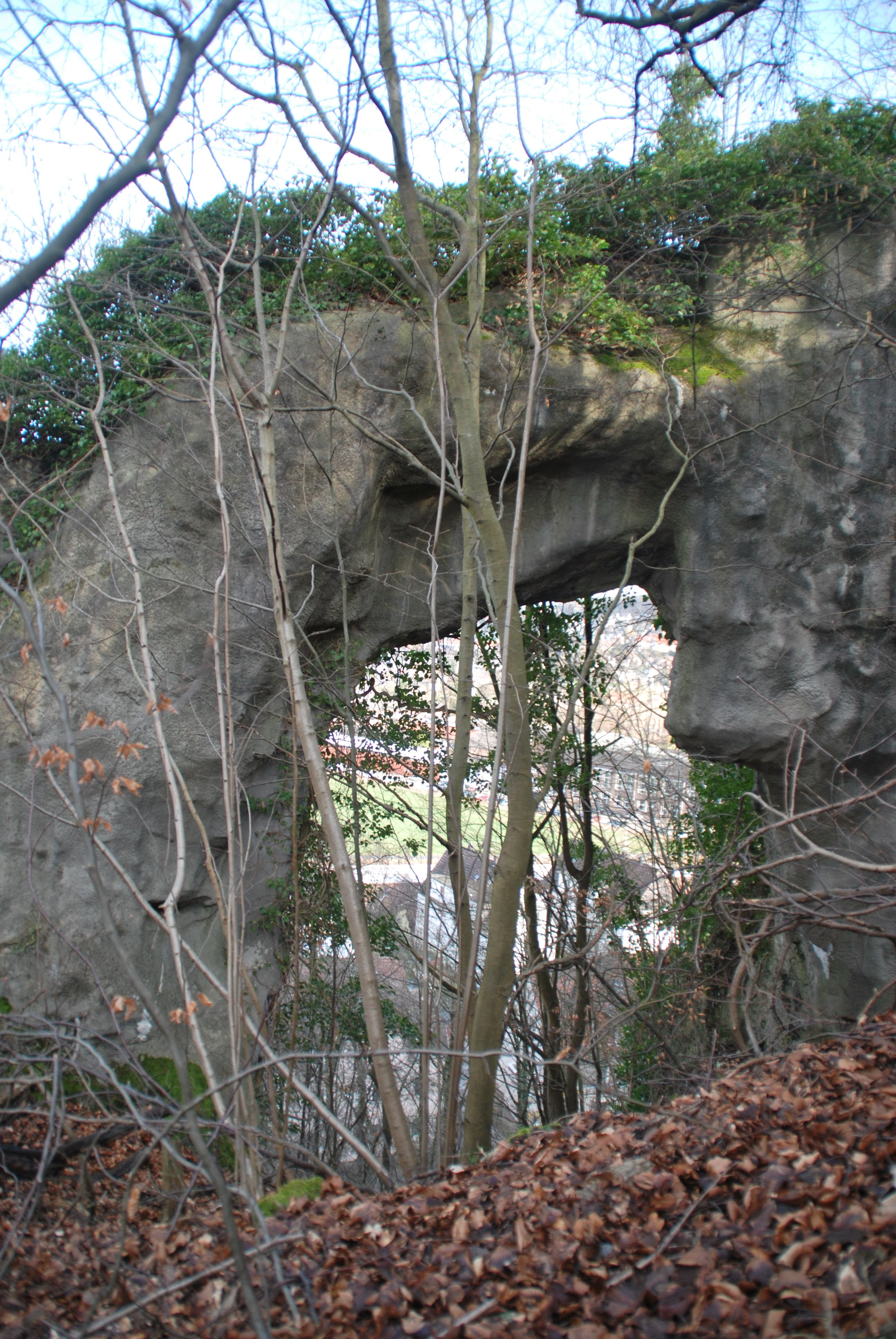
Blick durch den Felsbogen

Die Hünenpforte ist ein Kalksteinfelsen in der Hagener Gemarkung Holthausen in Nordrhein-Westfalen, Deutschland. Er befindet sich innerhalb des Naturschutzgebiets Hünenpforte und liegt oberhalb der Hohenlimburger Straße (B 7) am Ende des Massenkalkzuges, auf dem sich auch die Raffenburg befindet. Der Blick von der Hünenpforte reicht über das Lennetal bis zur Hohensyburg und in das Ruhrtal.
Der Name umschreibt das Aussehen des Felsens: Der natürliche Bogen aus Kalkstein ist ca. fünf bis sieben Meter hoch und erscheint wie eine Pforte für einen Hünen. Um die Hünenpforte ranken sich viele Sagen, Mythen und Geschichten, die sich um Riesen und Raubritter drehen.
Tatsächlich handelt es sich bei der Hünenpforte um das Portal und um die Reste einer riesigen eingestürzten Höhle. Diese Einsturzhöhle bildete sich vermutlich aufgrund von Karsteinflüssen durch den Zusammenbruch der Höhlendecke oder aber vielleicht durch ein Erdbeben. Der Zeitpunkt des Einsturzes lässt sich noch nicht nachweisen.
In den Höhlenresten der Hünenpforte wurden Werkzeuge aus dem Jungpaläolithikum entdeckt. Direkt gegenüber der Hünenpforte befindet sich die Blätterhöhle. Dort wurden Skelette von Menschen aus dem Spätpaläolithikum, dem Mesolithikum und aus dem Jungneolithikum entdeckt. Obwohl die wissenschaftliche Untersuchung dieser und anderer Höhlen im Bereich der Hünenpforte noch im Gange ist, gilt dieses Gebiet schon jetzt als eine der diesbezüglich wichtigsten Fundregionen in Deutschland und in Europa.
Auf der einen Seite der Pforte fällt das Gelände bis zur Bundesstraße steil ab. Auf der anderen Seite befindet sich eine Ebene, die vor einigen Jahren noch frei begehbar war und die von riesigen Buchen umgeben ist. Dort befinden sich die Wall- und Gebäudereste der Rücklenburg. Die aus einem umwallten, mit einem Graben versehenen turmartigen Gebäude bestehende Anlage wurde, wie sich durch archäologische Funde feststellen lässt, im 13. Jahrhundert angelegt und vermutlich zeitgleich mit der benachbarten Raffenburg 1288 zerstört. Zwischen der Hünenpforte/Rücklenburg und dem Bergmassiv der Raffenburg befindet sich die Flur Alte Statt. Dort wurden Spuren einer steinzeitlichen Nutzung sowie Reste einer Besiedlung aus dem Hoch- und dem Spätmittelalter entdeckt.